# Бесс (денежная единица)
Бесс — древнеримская бронзовая монета. Чеканился редко как монета, равная ⅔ асса, 2 триенса или 8 унций.
Как единица изменения массы бесс в древнем Риме был равен ⅔ либры (римского фунта), то есть около 213,3 г. Монета чеканилась до 126 до н. э. 
Бесс как обозначение веса использовался в Италии до 1953 года, однако на региональном уровне. Это было своеобразной попыткой вытеснить килограмм из метрической системы мер. 1 бесс = 1 килограмм